# Johan Claes Laurén
Johan Claes Laurén, född 18 januari 1769, död 15 november 1806, var en svensk ämbetsman.
Laurén var under 1780-talet kunglig sekreterare, inskriven vid kämnärsrätten i Stockholm 1786, kanslist vid Justitierevisionen 1790, samt protokollsekreterare 1799. Han var amatörviolinist och invaldes som ledamot nummer 129 i Kungliga Musikaliska Akademien den 10 oktober 1792.